# Flatcat
Flatcat is een Belgische punkband uit Brugge die vooral bekend staat voor het liedje "Rockstar Fantasy". De band heeft drie keer op Pukkelpop gespeeld maar stond vier keer op de affiche. Een derde passage was gepland in 2011, de noodlottige editie van Pukkelpop die voortijdig werd stopgezet. Ondertussen kregen ze een herkansing en speelden in 2014 voor een derde keer voor een volle "Shelter" op het festival. Dieter Meyns, beter bekend onder de bijnaam "Minx", is de zanger van de groep.

## Prestaties
- Flatcat toerde in 2001, 2002 en 2015 door Brazilië.
- De videoclip "Beautiful in Venice" werd op MTV Brazil uitgezonden in 2002.
- Flatcat is de eerste band ooit die voor een uitverkochte Magdalenazaal (1200 personen) heeft gezorgd in hun thuisstad Brugge.
- Het nummer "Hear Tonight" haalde in 2004 een nummer 9-notering in "De Afrekening", een gerespecteerde alternatieve radiohitlijst uit België. Ook werd dit nummer uitgebracht op de cd De Afrekening vol. 33, een compilatie van de hitlijst, uitgebracht door Universal.
- De videoclip "Wait and see" werd in 2004 vaak vertoond op TMF.
- In 2005 verzorgde Flatcat samen met Nailpin een optreden voor Tsunami 1212 op JIM TV en TMF.
- Het nummer "Rockstar Fantasy (Break it)" stond in 2005 dertien weken achtereen in De Afrekening. Ook dit nummer werd uitgebracht op de compilatie-cd van de hitlijst op De Afrekening vol. 38, uitgebracht door Universal.

## Bandleden
- Dieter "Minx"' Meyns - gitaar, zang (1995 tot heden)
- Timothy "Jim" Corbisier - drums (2016 tot heden)
- Dirk Luyckx - gitaar (1993 tot heden)
- Alexander Jonckheere - basgitaar, achtergrondzang (1996 tot heden)
- Wim Luyckx - drums (1995-2015)

## Discografie

### Albums
- Four Lessons To Drive (2001)
- Better Luck Next Time (2002, Eye Spy Records)
- Flatcat/Five Days Off (2004, splitalbum met Five Days Off, Eye Spy Records/Funtime Records
- So This is When We Grow Up (2006, uitgegeven door Eye Spy Records)
- Heartless Machine (2014, Eye Spy Records)

### Singles
- "Better Luck Next Time" (2002)
- "Hear Tonight" (2004)
- "Wait And See" (2004)
- "Rockstar Fantasy (Break it)" (2005)
- "So This is When We Grow Up" (2006)
- "My Heart is Bulletproof" (2007)
- "The Great Escape" (2011)
- "All Anchors Lost" (2011)
- "Butterface" (2013)
- "Loose Tongue" (2014)